# Vivian McGrath

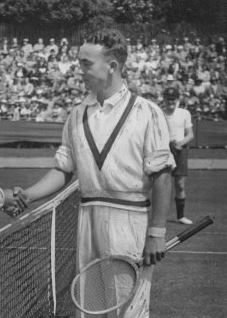
Vivian McGrath i en Davis Cup-match 1934

Vivian "Viv" Erzerum Bede McGrath, född 17 februari 1916 i Merrendee, New South Wales, Australien, död 9 april 1978 var en australisk tennisspelare med stora framgångar under 1930-talet.

## Tenniskarriären
Vivian McGrath var en av de allra främsta tennisspelarna i Australien under 1930-talet. Han rankades som världsåtta 1935. McGrath blev australisk juniormästare i singel 1932 och fransk juniormästare 1933.
Tillsammans med landsmannen Jack Crawford vann han 1935 dubbeltiteln i Grand Slam-turneringen Australiska mästerskapen. I finalen besegrade de Pat Hughes/Fred Perry med 6-4 8-6 6-2. År 1937 vann han dessutom singeltiteln i mästerskapen mot landsmannen John Bromwich (6-3 1-6 6-0 2-6 6-1). 
McGrath deltog i det australiska Davis Cup-laget 1933-37. Han spelade totalt 26 matcher av vilka han vann 12. Han besegrade i DC-sammanhang bland andra spelare som japanen Jiro Sato, fransmannen Christian Boussus, amerikanen Sidney Wood och tysken Henner Henkel.

## Spelaren och personen
Vivian McGrath var fjärde barnet till en hotellägare i Merrendee. Han började tidigt att spela både tennis och cricket, men fastnade under studietiden för tennis. McGrath är känd som en av de första elitspelarna i tennis som spelade grundslag med dubbelfattad backhand. Han var också en av de idrottsmän som fick sin karriär delvis spolierad på grund av det andra världskriget, vilket drastiskt reducerade möjligheterna till internationellt tävlingsspel. Under kriget tjänstgjorde han i det australiska flygvapnet. Under permissioner kunde han av och till träningsspela, i första hand mot amerikaner. Efter kriget återupptog han sin tävlingskarriär, men han nådde inte samma spelnivå som före kriget och var dessutom drabbad av olika skador. Han avslutade relativt snart sin tävlingskarriär och blev istället tennistränare under en period. Senare ägnade han sig åt hästtävlingar.

## Grand Slam-titlar
- Australiska mästerskapen
  - Singel - 1937
  - Dubbel - 1935